# أوتيكون أم زي
أوتيكون أم زي (بالألمانية: Uetikon am See) هي إحدى بلديات مقاطعة مايلن في كانتون زيورخ في سويسرا. تبلغ مساحتها 3.49 كيلومتر مربع، ويقدر عدد سكانها بـ 6161 نسمة (حسب تعداد ديسمبر 2017).